# Tachar
Tachar of Takhār is een van 34 provincies van Afghanistan en ligt in het noordoosten van het land. De hoofdstad is Taloqan.

## Bestuurlijke indeling
De provincie Takhār is onderverdeeld in 17 districten:
- Baharak
- Bangi
- Chah Ab
- Chal
- Darqad
- Dashti Qala
- Farkhar
- Hazar Sumuch
- Ishkamish
- Kalafgan
- Khwaja Bahawuddin
- Khwaja Ghar
- Namak Ab
- Rustaq
- Taluqan
- Warsaj
- Yangi Qala
- Yaftali Sufla
- Yamgan (Girwan)
- Yawan

Badakhshān · Bādghīs · Baghlān · Balkh · Bāmyān · Dāykundī · Farāh · Fāryāb · Ghaznī · Ghōr · Helmand · Herāt · Jowzjān · Kābul · Kandahār · Kāpīsā · Khōst · Kunar · Kunduz · Laghmān · Lōgar · Nangarhār · Nīmrōz · Nūristān · Paktiyā · Paktīkā · Panjshayr · Parwān · Samangān · Sar-e Pul · Takhār · Uruzgān · Wardak · Zābul